# عبد الله مطهر
عبد الله بن محمد مطهر (1264 - 1338 هـ) فقيه وعالم محقق وأديب وشاعر من بلاد حضرموت اليمنية. يلقب بـ«قاف قسم» نسبة إلى بلدة قسم لقبه بذلك أحمد بن محمد المحضار. رحل إلى مدينة تريم، ودرس في أربطتها العلمية على يد كثير من علمائها، منهم علوي بن عبد الرحمن المشهور، حتى حقق وأجاد في عدد من العلوم، ثم عاد إلى بلده مشتغلا بالتدريس. ومن مؤلفاته: ديوان شعر، يحتوي على مجموعة كبيرة من القصائد الحكمية.

## نسبه
عبد الله بن محمد بن عبد الله بن عقيل بن عبد الرحمن بن عبد الله بن مطهر بن عبد الله بن علوي بن مبارك بن عبد الله بن أحمد مدهر بن محمد بن عبد الله وطب بن محمد المنفر بن عبد الله بن محمد بن عبد الله باعلوي بن علوي الغيور بن الفقيه المقدم محمد بن علي بن محمد صاحب مرباط بن علي خالع قسم بن علوي بن محمد بن علوي بن عبيد الله بن أحمد المهاجر بن عيسى بن محمد النقيب بن علي العريضي بن جعفر الصادق بن محمد الباقر بن علي زين العابدين بن الحسين السبط بن الإمام علي بن أبي طالب، والإمام علي زوج فاطمة بنت محمد ﷺ.
فهو الحفيد 35 لرسول الله محمد ﷺ في سلسلة نسبه.